# Михайловская балка

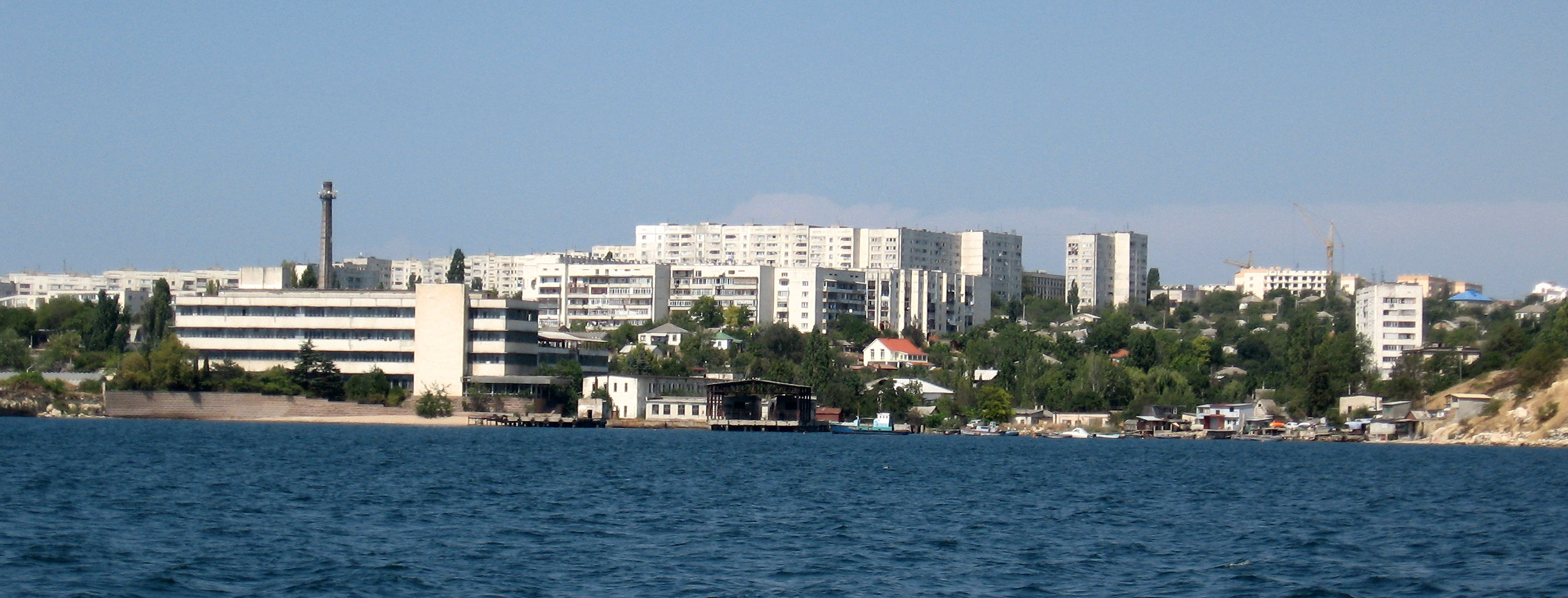
Старосеверная бухта и Михайловская (или Северная) балка. Застройка микрорайона Радиогорка.

Михайловская балка или Северная балка  - балка на северной стороне Севастополя. Впадает в Старосеверную бухту.
Название Михайловская происходит от Михайловского кладбища солдат Крымской войны. Кладбище было застроено в 80-е годы XX века жилыми домами (микрорайон Радиогорка). Часть захоронений перенесена на Братское кладбище участников обороны 1854 - 1855.
Название Северная - от старого названия Старосеверной бухты, которая раньше называлась Северной. Название бухты изменилось, а балка оставила старое название. Однако в некоторых источниках балку называют Старосеверной.